# Astronomia nova
Astronomia nova (Astronomie nouvelle, en latin) est un ouvrage d'astronomie écrit par Johannes Kepler (1571-1630) entre février 1600 et juin 1606, et dont l'editio princeps est parue en 1609, à Heidelberg. Il contient les résultats de ses années de travail sur les mouvements de la planète Mars. Son titre complet en est Astronomia nova aitiologetos, seu physica coelestis, tradita commentariis de motibus stellae Martis, ex observationibus G. V. Tychonis Brahe.
Kepler, poursuivi pour ses convictions religieuses et ses idées coperniciennes, quitte Graz en 1600. Il se réfugie à Prague, invité par l’astronome danois Tycho Brahe pour y devenir son assistant. Les relations entre les deux personnages sont particulièrement houleuses ; Tycho Brahe ne croyant pas à l’héliocentrisme de Copernic mais soutenant une autre théorie dans laquelle la Terre est au centre mais les autres planètes tournent autour du Soleil.
Brahe lui demanda de calculer l’orbite précise de Mars, pour laquelle il avait remarqué une excentricité dans sa trajectoire, considérée comme une anomalie à une époque où l’on pensait encore que les planètes décrivaient des cercles, figure parfaite. Cette tâche était auparavant assignée à son assistant Longomontanus qui passe alors à l’étude des mouvements de la Lune. Pensant accomplir sa tâche en quelques semaines, il ne lui fallut pas moins de six ans pour achever son travail. C’est durant ce travail qu’il découvrit les deux premières de ses trois lois fondamentales :
- « Les planètes décrivent des trajectoires elliptiques dont le Soleil est un foyer. »
- « Le mouvement de chaque planète est tel que le segment de droite reliant le soleil et la planète balaie des aires égales pendant des durées égales. »

Ces lois furent publiées dans Astronomia Nova en 1609. Dans ce même ouvrage, il est également le premier à émettre l’hypothèse d’une rotation du Soleil sur son axe.

## Éditions et traductions

### Édition originale
- (la) Joannus Keplerus, Astronomia nova ..., seu physica coelestis, tradita commentariis de motibus stellae martis, Heidelberg, Vögelin, 1609, 337 p. (DOI 10.3931/e-rara-558)

### Traductions
- Jean Képler (trad. Jean Peyroux), Astronomie nouvelle (Astronomia nova), Paris, librairie A. Blanchard, 1979 (ISBN 978-2-85367-005-0)
- Johannes Kepler, New Astronomy, traduction de William H. Donahue, Cambridge: Cambridge Univ. Pr., 1992.  (ISBN 0-521-30131-9)